# Alimentación macrobiótica
La alimentación macrobiótica es aquella que se basa en el principio de equilibrio del Yin y Yang, que consiste en una adaptación de las costumbres culinarias de Extremo Oriente, donde alimentación, medicina y espiritualidad son unidas.Fue llevada a Europa desde Japón a partir de la década de 1930 por George Ohsawa (1893–1966), un filósofo japonés inspirado por las enseñanzas del doctor Sagen Ishizuka y los discípulos de este, Nishibata Manabu y Shojiro Gotoque. Ohsawa también llevó las enseñanzas de la teoría macrobiótica a América por los años cincuenta, donde sus pupilos Herman Aihara, Cornelia Aihara, Tomio Kikuchi, Michio Kushi y Aveline Kushi y posteriormente los alumnos de estos, la difundieron.
No hay ninguna prueba de que la dieta macrobiótica pueda contribuir al tratamiento del cáncer u otras enfermedades, y esta inclusive podría ser dañina para los que la practican.

## Definición
La macrobiótica consiste en una enseñanza global que tiene como objetivo final el desarrollo del juicio o entendimiento humano. Desde este punto de vista, se la puede considerar como una técnica de evolución personal, de la misma manera que el yoga, el budō japonés en su esencia o las diversas disciplinas espirituales. Pero carece de cualquier tipo de evidencia empírica que respalde esta idea por lo que es, básicamente, pseudociencia.
Fue presentada tal y como se la conoce actualmente por el pensador japonés George Ohsawa, quien consideraba que tras la mentalidad ancestral oriental hay un "principio único" o "principio universal" que permite captar de manera eficaz el funcionamiento del mundo, ayudando en la práctica a comprender y asumir las vicisitudes de la vida.
Este principio es el de la complementariedad entre el Yin y el Yang: dos "fuerzas" antagónicas pero inseparables, que constituyen la manifestación del Uno o el Todo. Según esta visión, todas las cosas de este mundo están regidas por la dinámica permanente entre estas dos fuerzas. Y esta dinámica constituiría "las leyes de la vida" o, como Ohsawa la denominaba, el "orden del Universo".
La filosofía oriental define el cuerpo, el pensamiento y el espíritu como partes de un todo. Ohsawa explica que si se come según este principio, el organismo entero se armoniza (en primer lugar físicamente y después mentalmente) haciendo que el entendimiento se vuelva más claro, capaz de percibir mejor la realidad. Así, el hecho de que una alimentación como ésta pueda mejorar poco o mucho el estado de salud, permite que también se la pueda considerar como un mero "higiene de vida" o régimen "sano".
Por otra parte, Ohsawa utilizaba a menudo la palabra "macrobiótica" para designar, de manera genérica, un comportamiento que según él corresponde a una actitud "justa" (es decir, en acuerdo con las "leyes de la naturaleza"). Por ejemplo, calificaba al cristianismo o al budismo de "enseñanzas macrobióticas", así como a ciertas personas que, sin conocer Yin y Yang, han captado intuitivamente este mecanismo o bien que han conseguido vivir de una manera "libre" e "independiente", "realizando sus sueños unos tras otros" (lo cual es, en definitiva, el objetivo que Ohsawa quería ayudar a alcanzar con su método).
En este sentido, también utilizaba el calificativo "macrobiótico" para definir a las medicinas que toman en cuenta la totalidad, contribuyendo al desarrollo global del individuo, y que se interesan en curar las causas profundas de la enfermedad y no solamente los síntomas.
En definitiva, se puede definir la "manera macrobiótica de comer" de diversas maneras, todas ellas correctas: como un camino de desarrollo personal global, que permite mejorar el estado de conciencia, como un régimen bueno para la salud o incluso como una medicina alternativa; todo depende del nivel en el cual se la sitúa.

## La alimentación "macrobiótica"
Este tipo de alimentación es una aplicación biológica y fisiológica del principio del Yin y el Yang, según el cual toda cosa está equilibrada por estas dos fuerzas respetando, en cada caso, una proporción determinada.
Según Ohsawa y sus predecesores, el equilibrio del organismo humano sería de cinco Yin por un Yang (esta relación correspondería a la de la presencia del sodio —Yin— y el potasio —Yang— en la composición de nuestra sangre). El principio de una buena alimentación sería, pues, el de tomar alimentos que respeten esta proporción para que sean bien asimilables.
En macrobiótica se considera que el proceso de asimilación de los alimentos consiste en un mecanismo de descomposición realizado a través de la digestión: las sustancias ingeridas se descomponen hasta la extracción de cada elemento molecular para ser introducidos en la sangre, la cual alimentará cada célula del organismo. En consecuencia, todo alimento demasiado alejado de esta composición fija de la sangre necesitará un esfuerzo digestivo más importante, y el organismo deberá fatigarse con el fin de transformarlo, cosa que, a la larga, puede acabar causando las enfermedades.
Así pues, los alimentos se clasifican según estas dos categorías (Yin o Yang) y, con el fin de equilibrarlos (permitir que se acerquen cuanto más mejor a esta relación de 5/1 que la sangre necesita), uno los yanguizará (eliminará el exceso de Yin) a través de diferentes técnicas culinarias, como la cocción, la adición de sal, etc., o los yinizará (eliminará el exceso de Yang) gracias a la fermentación, la maceración...
La macrobiótica pretende hacer tomar conciencia del mecanismo que considera subyacente a este fenómeno para poder ser más precisos en caso de necesidad.
Por otra parte, también quiere atraer la atención sobre el siguiente hecho: tal como cuando se bebe demasiado alcohol el pensamiento o juicio se modifica, cualquier sustancia introducida en el organismo (incluyendo, pues, todos los alimentos) produciría el mismo efecto; así, el consumo habitual de ciertos alimentos provocaría angustias, otros agresividad, otros agudizarían la capacidad de concentración, otros la debilitarían, etc.

### Principios básicos
Si el objetivo final de esta enseñanza (y pues de este método) es proporcionar la mayor libertad posible, el camino para alcanzarla reclama, de manera dialéctica, una cierta concentración previa. Esta concentración debería propiciar una toma de conciencia que permita captar la importancia de la alimentación en tanto que es base de toda manifestación de vida: sin alimentación no hay vida; la calidad de la alimentación determina la calidad de la forma de vida. Una vez realizada esta toma de conciencia, se obtendría la libertad de actuar en verdadero conocimiento de causa por lo que respecta a la alimentación.
Para alcanzar este primer objetivo, uno de los leitmotiv que Ohsawa utilizaba para resumir este sistema alimenticio y de vida era la noción de vivere parvo, es decir, "vivir de forma pobre" o "vivir sólo con lo que es necesario". La actitud que se desprende se puede traducir a través de unos principios básicos:
- Comer tan sólo cuando se tiene hambre y sólo la cantidad necesaria (o ser consciente de que, fuera de eso, el resto son excesos, aunque sean bien placenteros y a menudo ciertamente necesarios).
- Tomar alimentos provenientes del medio en el que se vive y de temporada (estos nos corresponderán de una manera más armoniosa, ya que el ser humano, como los alimentos, también es un producto de su medio).
- Evitar tomar demasiadas cosas extremadamente Yin con el fin de favorecer la fortificación del sistema nervioso autónomo (que se considera que constituye la base de un sistema inmunitario eficaz).
- Tomar alimentos lo menos manipulados posible (integrales, sin abonos ni productos químicos, etc., aunque gracias a las manipulaciones culinarias los efectos de estas sustancias puedan ser parcialmente equilibrados), sobre todo si se trata de productos animales.
- Masticar concienzudamente cada bocado (Gandhi dijo que "se deben masticar las bebidas y se deben beber los alimentos") y discernir en cada caso por qué se come (¿para crecer? ¿Por placer? ¿Para curarse? ¿Para evolucionar espiritualmente?...)

## Los alimentos
A través del estudio de Yin y Yang aplicado a la alimentación, se puede situar cada alimento en relación con las diferentes necesidades u objetivos del individuo. Por ejemplo, para realizar trabajos que necesitan mucha fuerza física no se comerán las mismas cosas que cuando se realiza un trabajo sedentario; tampoco se tomará lo mismo cuando se es un bebé o un abuelo, ni cuando se está enfermo o en buena salud.
Eso implica una noción fundamental, la de que "cada uno tiene que encontrar su macrobiótica": se debe comprender, practicar y verificar por sí mismo, ya que cada caso es particular y que todo cambia en permanencia. La noción esencial que caracteriza esta enseñanza es la de non credo, es decir, "no creer ciegamente".
A partir de las observaciones acumuladas durante miles de años por las tradiciones extremo-orientales, George Ohsawa propone un cierto orden en la alimentación que tiene en cuenta las especificidades del ser humano, especialmente el hecho de que es un ser destinado a desarrollar la conciencia:

### Los cereales integrales
Según la macrobiótica, la base de una alimentación justa la constituyen los cereales, ya que su equilibrio Yin-Yang sería el que más se aproxima al de nuestro organismo. Estos se consumen de preferencia en forma de granos integrales (cuando un alimento está refinado, lo que implica que se le ha quitado algo, por fuerza se lo desequilibra).

### Vegetales y productos animales
La macrobiótica no es ningún régimen vegetariano y se puede comer lo que se quiera; como se ha visto más arriba, la alimentación macrobiótica consiste en comprender las especificidades de cada alimento —según Yin y Yang— para obtener la libertad de utilizarlos según los objetivos y necesidades de cada uno. Por eso, decidir si se toman productos animales o no, de qué tipo, qué cantidad, etc., dependerá del resultado que se quiera obtener y lo interesante será saber equilibrarlos.
Con respecto a las verduras, pasa lo mismo: se tiene que saber si se introducen en un régimen vegetariano, si acompañan productos animales, etc. Desde un punto de vista Yin-Yang, cuando se come más bien vegetariano, se aconseja tomar en primer lugar aquellas verduras que crecen bajo tierra —raíces—, ya que serían las que complementan mejor a los cereales; a continuación viene todo el resto. Además se deben tener en cuenta las proporciones de la comida ya que en este tipo de alimentación esta es la clave. Otra forma de llamar este tipo de alimentación es la dieta de las proporciones en la que se tiene en cuenta el yin y el yang para ingerir los alimentos.

### "Alimentos específicos"
En macrobiótica se utilizan los llamados "alimentos específicos". Al principio se utilizaban raramente fuera de este tipo de alimentación, como algas, derivados de la soja como el miso y el tamari, los tés verdes "de tres años", las ciruelas umeboshi, etc. Se les llama así, en parte por sus cualidades a menudo medicinales. Por otra parte, se trata de alimentos  Orientales, de origen japonés aunque siendo ahora cultivados y cosechados cada vez más, en Occidente.

### Régimen curativo
Este régimen consiste en comer de una manera lo más equilibrada posible durante el periodo en que dura una enfermedad, con el fin de no agredir al organismo y permitir que se regenere según su propia lógica interna. Como la tendencia generalizada en la sociedad de consumo predominante es la de tomar demasiadas cosas Yin (o bien demasiada cantidad = Yin), y que es este exceso el que acaba por crear un desequilibrio, en general este régimen es más bien restrictivo (Yang o "yanguizante"); pero si uno se encontrara con el caso contrario (una enfermedad causada por exceso de Yang), un régimen curativo consistiría en tomar más bien alimentos Yin.

### El "régimen estándar" o "clásico"
Michio Kushi, un discípulo de George Ohsawa que estuvo afincado largo tiempo en los Estados Unidos, preconiza el uso de aquello que él llama un "régimen estándar" o "régimen tipo", conocido también como "régimen clásico", que consiste en comer según ciertas proporciones consideradas convenientes para la mayoría de la gente.

## La macrobiótica y la ciencia
La alimentación macrobiótica se basa en el principio del Yin y el Yang, en vez de hacerlo en la concepción dietética científica, que toma en cuenta las calorías, las cantidades de nutrientes, cosas que existen y se han demostrado, etc. Georges Ohsawa consideraba que este acercamiento permite una visión más global que aquel estrictamente científico y decía a menudo: "Estudiad primero Yin y Yang y después estudiad todo el resto". Y también: "Estudiad con Yin y Yang; la ciencia ya confirmará". Aun así, existen diversos intentos para demostrar la correspondencia de la visión macrobiótica con la de la ciencia, especialmente aquellos desarrollados por las escuelas creadas por Michio Kushi, todos ellos fallidos por lo que no tiene ningún tipo de validez científica ni empírica.

### Críticas
A pesar de todo lo dicho, y aunque las proporciones en la comida macrobiótica son similares a las que hay en muchas culturas tradicionales del mundo, algunos expertos[¿quién?] nutricionistas de Occidente concluyen que, si se sigue de forma extrema la dieta puede causar daños a algunos individuos. Un ejemplo extremo de crítica es el de The Council of Foods and Nutrition de la American Medical Association así como el Committee on Nutrition of the American Academy of Pediatrics, que ha condenado a menudo la versión más restrictiva de la dieta macrobiótica debido a sus deficiencias nutricionales. Ambos mencionan en sus estudios que "el estricto seguimiento de la dieta puede causar escorbuto, anemia, hipoproteinemia, hipocalcemia, pérdida de la función del riñón debido a la poca ingesta de líquidos, así como otras formas de malnutrición, e incluso la muerte."
No es suficiente seguir una dieta macrobiótica para obtener la cantidad de proteínas, vitaminas, sales minerales y otros nutrientes.[cita requerida] Además, la alta presencia de fitatos, dificulta la absorción de sales minerales.[cita requerida] En los niveles más elevados el riesgo de malnutrición es cada vez mayor.[cita requerida] La atención a la cantidad de nutrientes de cada alimento proporcional a la demanda del organismo es necesaria en cualquier dieta.